# Crocidura bottegi
Crocidura bottegi är en däggdjursart som beskrevs av Thomas 1898. Crocidura bottegi ingår i släktet Crocidura och familjen näbbmöss. IUCN kategoriserar arten globalt som otillräckligt studerad. Inga underarter finns listade i Catalogue of Life.
Denna näbbmus förekommer med flera från varandra skilda populationer i östra Afrika. Arten hittas i Etiopien och norra Kenya. Den vistas i regionens högland och bergstrakter. Habitatet gick hittills inte att fastställa på grund av enstaka fynd.
En uppmätt individ hade en kroppslängd (huvud och bål) av 46 mm, en svanslängd av 29 mm och en vikt av 4 g. Bakfötterna var 9 mm långa och öronen 7 mm stora. Ett annat exemplar var med en kroppslängd av 51 mm och en svanslängd av 30 mm något större. På ovansidan förekommer chokladbrun till rödbrun päls och undersidan är lite ljusare. Kraniet har en rund hjärnskål och den del som bildar nosen är ganska kort.
Inget är känt om levnadssättet.